# Agalloch
Agalloch var ett amerikanskt metalband från Portland, Oregon. Agalloch spelar i en progressiv och avant-garde stil av folk och black metal. De använder även element från postrock, neofolk och doom metal. Till bandets största influenser hör Katatonia, Ulver och Godspeed You! Black Emperor.

## Medlemmar
Senaste medlemmar
- Don Anderson – gitarr, piano, bakgrundssång (1995–2016)
- John Haughm – gitarr, sång (1995–2016), trummor (1996–2004), basgitarr (1997)
- Jason William Walton – basgitarr (1997–2016)
- Aesop Dekker – trummor (2007–2016)

Tidigare medlemmar
- Shane Breyer – keyboard (1996–1998)
- Karen Cox – sång (1997)
- Chris Greene – trummor (2004–2007)

## Diskografi
Demo
- From Which of This Oak (First Light Of Dawn, 1996)
- Promo 1998 (självutgiven, 1998)

Studioalbum
- Pale Folklore (The End Records, 1999)
- The Mantle (The End Records, 2002)
- Ashes Against the Grain (The End Records, 2006)
- Marrow of the Spirit (Profound Lore, 2010)
- The Serpent & the Sphere (Eisenwald Tonschmiede, 2014)

EP
- Of Stone, Wind and Pillor (The End Records, 2001)
- Tomorrow Will Never Come (The End Records, 2003)
- The Grey EP (Vendlus Records, 2004)
- The White EP (Vendlus Records, 2008)
- Faustian Echoes (Licht von Dämmerung Arthouse 2012)

Singlar
- "Fragment 4" (självutgiven, 2010)
- "Scars of the Shattered Sky" (självutgiven, 2010)
- "Where Shade Once Was" (självutgiven, 2010)
- "Nihil Totem" (självutgiven, 2013)
- "Alpha Serpentis (Unukalhai)" (Agalloch med Nathanaël Larochette)	(Licht von Dämmerung Arthouse, 2014)

Samlingsalbum
- The Demonstration Archive 1996 - 1998 (Licht von Dämmerung Arthouse, 2008)
- Wooden Box (Viva Hate Records 2010)
- The Compendium Archive 1996 - 2006 (Licht von Dämmerung Arthouse, 2010)
- Whitedivisiongrey (Licht von Dämmerung Arthouse 2011)

Annat
- Sol Lucet Omnibus (tributalbum för Sol Invictus, Agalloch bidrog med "Kneel to the Cross"; 2002)
- "The Wolves of Timberline / Last Vestige of Old Joy" (delad singel med Nest) (The End Records, 2004)